# Robert J. Sternberg
Robert Jeffrey Sternberg es un psicólogo estadounidense (nacido el 8 de diciembre de 1949). Profesor de la Universidad de Yale, expresidente de la APA (American Psichology Asociation). Entre sus principales investigaciones se encuentran las relacionadas con la inteligencia, la creatividad, el amor, el odio, y la sabiduría. Ha dedicado gran parte de su vida al estudio de la inteligencia, y pretende lograr una noción más amplia y que abarque más ámbitos de este concepto.

## Producción bibliográfica

### Estilos de pensamiento
Este texto explica los diferentes estilos de razonamientos y los clasifica atendiendo a varios elementos. Esta concepción también se conoce como teoría del autogobierno mental.

### La creatividad en una cultura conformista
En este libro (escrito con T. I. Lubart) examina los componentes de la creatividad, que de acuerdo a su teoría son: 
1. La inteligencia (práctica, analítica y sintética),
2. Los estilos de pensamiento,
3. La motivación,
4. Las características de personalidad (tales como la fe en uno mismo, la perseverancia, el valor de defender las convicciones propias)
5. El conocimiento

Explica las variables del entorno que pueden favorecer o entorpecer la creatividad.
El hilo conductor del texto es una metáfora con el mercado de valores, donde el sujeto creativo es el que compra a la baja (barato) y vende al alza (caro), pues no va por caminos trillados (incompleto)

### Inteligencia exitosa
En este libro explica las 20 características comunes a las personas exitosas, con independencia del área a la que se dediquen. 
Estas son:
1. Las personas con inteligencia exitosa se automotivan.
2. Se concentran en sus objetivos.
3. Tienen capacidad para aplazar la gratificación.
4. Aprenden a controlar sus impulsos (lo que se relaciona con la autorregulación que plantea Goleman en cuanto a la inteligencia emocional).
5. Saben cuándo perseverar.
6. Saben cómo sacar el máximo partido de sus habilidades.
7. Traducen el pensamiento en acción.
8. Se orientan hacia el objetivo.
9. Completan la tarea y llegan hasta el final.
10. Tienen iniciativas.
11. No tienen miedo de arriesgarse, ni de fracasar.
12. No postergan.
13. Aceptan la crítica justa.
14. Rehúsan la autocompasión.
15. Son independientes.
16. Tratan de superar las dificultades personales.
17. No hacen demasiadas cosas a la vez, ni demasiado pocas.
18. Ven al mismo tiempo el bosque y los árboles (dicho).
19. Tienen nivel razonable de autoconfianza y creen en su capacidad para alcanzar sus objetivos.
20. Equilibran el pensamiento analítico, creativo y práctico.

La inteligencia consiste en pensar bien de tres formas diferentes, de manera creativa, analítica y práctica. Las tres se encuentran muy relacionadas. La primera es necesaria para formular buenas cuestiones y buenas ideas. La segunda se utiliza para resolver los problemas y juzgar la calidad de las ideas. La tercera se aplica para usar las ideas de manera eficaz en la vida cotidiana. Es importante aprender a saber cuándo y cómo usar cada una de estas inteligencias de manera efectiva.
En una empresa, por ejemplo, la inteligencia analítica es importante para conocer el mercado del producto o el servicio; pero la creativa es, ante todo, la que permite generar nuevos productos para ponerlos a la venta. Cuando esto ocurre, ya se está generando el sucesor. La mayoría de las ocupaciones en el mundo empresarial son muy pragmáticas y se necesita generar ideas innovadoras constantemente.
La inteligencia exitosa tiene una serie de características tales como:
1. Es modificable, se puede aumentar o disminuir, es susceptible de cambios.
2. No es un problema de cantidad sino de equilibrio de cada uno de sus componentes.
3. Se debe aprender a saber cuándo usar cada tipo: analítica, creativa o práctica.
4. A menudo, quienes usan en exceso la analítica son menos efectivos en la vida que quienes la usan sólo en las situaciones que lo requieren.
5. Las escuelas tienden a premiar habilidades que no son importantes después en la vida laboral. Alguien puede ser lento en las instituciones docentes y ser brillante fuera de ellas.
6. La inteligencia es, en parte, heredada y, en parte de influencia ambiental.
7. Las diferencias entre la inteligencia de las personas son, en su mayoría de origen social o ambiental.
8. Un elemento importante de la inteligencia es la flexibilidad, hay que enfocar los problemas desde una variedad de puntos de vista, ver cómo otras personas y otras culturas abordan los problemas.

Las personas con inteligencia exitosa conocen sus virtudes y compensan o corrigen sus debilidades, pues nadie es bueno en todo. Ellas valoran el medio, en el que se encuentran, para saber si este puede o no capitalizarlos para sacar el máximo partido a su talento.
Buscan los ambientes en el que no sólo puedan realizar su trabajo con efectividad, sino también introducir la diferencia. Crean sus propias oportunidades, antes de aceptar las limitaciones que le imponen las circunstancias en las que les toca vivir.
Para desarrollar la inteligencia exitosa, pueden existir obstáculos. Uno de ellos, son las expectativas negativas por parte de las figuras que enmarcan la autoridad, como los padres, los maestros y los administradores. Las expectativas pobres suelen llevar al individuo a que alcance sólo lo que se espera de él. Pero, las personas con inteligencia exitosa desafían las expectativas negativas. No permiten que la evaluación de otras personas les impida alcanzar sus objetivos. Encuentran su camino y luego lo siguen, conscientes de que encontrarán inconvenientes, a su paso, y que parte de su reto consiste en superarlos. 
La inseguridad sobre la propia eficacia es otro impedimento. Las personas con inteligencia exitosa son autosuficientes, confían en sus posibilidades. Advierten, con claridad, que sus limitaciones están más en lo que se dicen a sí mismas que no pueden hacer, que en lo que realmente no pueden realizar.
Las personas con inteligencia exitosa tienen modelos por los cuales se guían para actuar. Los modelos son ejemplos de personas o arquetipos a imitar. Posiblemente, tengan varios modelos de personas que los inspiren a lo largo de su vida, y su propio éxito represente la unificación de los mejores atributos de esos diversos modelos. No son completamente fieles a un modelo, sino forman su propia identidad distintiva. Cuando las personas con inteligencia exitosa fracasan en algo, toman nota de la causa.